# موراي باركر
موراي باركر (28 أغسطس 1948 في نيوزيلندا - ) (بالإنجليزية: Murray Parker)‏ هو لاعب كريكت نيوزلندي. شارك مع منتخب نيوزيلندا الوطني للكريكت. أما مع النوادي، فقد لعب مع فريق كانتربري للكريكت ‏ وفريق أوتاغو للكريكت ‏.

## وصلات خارجية
- موراي باركر على موقع إي آس بي آن كريك إنفو (الإنجليزية)